# Кметство у Русији
Израз кмет, у смислу неслободног сељака царске Русије, уобичајен је превод руске речи krepostnoy krest'yanin (крепостной крестьянин) што је oзначaвaло неслободну особу која се, за разлику од роба, историјски могла продати само са земљом за коју су „везани“. Петар I је окончао ропство у Русији 1723.
Правни документи попут Руске Правде (12. век па надаље), разликовали су неколико степена феудалне зависности сељака. Кметство је постало доминантан облик односа између руских сељака и племства у 17. веку. Кметство је најчешће постојало у централним и јужним областима Руског царства, а од 1721. године и каснијег Руског царства. Кметство у Малој Русији (делови данашње централне Украјине), и другим козачким земљама, на Уралу и у Сибиру углавном се ретко дешавало све док се за време владавине Катарине Велике (р. 1762–1796) није проширило на Украјину; племићи су почели да шаљу своје кметове у козачке земље у покушају да обраде и приходују од својих обимних неискоришћених природних богатстава.
Само руска држава и руски племићи су имали законско право да поседују кметове, али су у пракси комерцијалне фирме продавале руске кметове као робове – не само у Русији већ чак и у иностранству (посебно у Персији и Отоманском царству) као „ученике или слуге“. Ти „ђаци и слуге“ су заправо били у власништву богатих људи, понекад чак и богатих кметова, који нису били племићи. Цар Николај I забранио је трговину афричким робовима 1842. године, иако готово да није било Руса који су у томе учествовали, али су се руски кметови и даље продавали и куповали.
Цар Александар I ( в. 1801–1825 ) желео је да реформише систем, али је отпочео процес реформи опрезно, ослобађајући кметове само у Естонији (1816), Ливонији (1816) и Курландији (1817). Нови закони дозвољавали су свим класама (осим кметова) да поседују земљу, што је била привилегија која је раније била ограничена на племство. Цар Александар II укинуо је кметство у реформи о еманципацији из 1861. године, неколико година након Аустрије и других немачких држава. Научници су предложили више разлога који се преклапају у објашњењу за укидање кметства: страх од велике побуне кметова, финансијска потребе владе, промена културног сензибилитета и потреба војске за војницима.

## Терминологија
Реч мужик је позајмљена са руског и ушла је у употребу на Западу кроз преводе руске књижевности 19. века, описујући руски сеоски живот тог времена, и где је реч мужик коришћена за означавање најчешћег сеоског становника – сељака – али ово био само уско контекстуално значење.

### Од 13. до 15. века
Од 13. до 15. века феудална зависност важила је за значајан број сељака, али кметство какво познајемо још увек није било распрострањена појава. Средином 15. века право појединих категорија сељака у неким вотчинама да напусте свог господара било је ограничено на период од недељу дана пре и после Ђурђица (26. новембра). Судебник из 1497. године званично је потврдио ово временско ограничење као универзално за све и такође утврдио висину накнаде за „отцепљење“ која се зове pozhiloye  (пожилое). Законик Ивана III Руског, Судебник (1497), ојачао је зависност сељака у целој држави и ограничио њихову покретљивост. Руси су се упорно борили против држава наследница Златне Хорде, углавном Кримског каната. Руско становништво пограничног подручја је страдало од татарских инвазија и провала робова, а десетине хиљада племића штитило је јужно погранично подручје (тежак терет за државу), што је успоравало њен друштвени и економски развој и проширивало опорезивање сељаштва.

### Прелазак на пуно кметство
Судебник из 1550. (законик) повећао је износ пожилоје и увео додатни порез под називом za povoz (за повоз, или накнада за превоз), у случају да је сељак одбио да свом господару донесе летину са њива. Касније је указом из 1597. године за време Бориса Годунова уведена отворена забрана сељацима да напусте своје господаре, којом је сељацима одузето право на слободно кретање око Ђурђица (У Русији - Јуријев дан), то је претворило највећи део руских сељака у кметове. Године 1607. нова званични документ је дефинисао санкције за скривање и држање бегунаца: казна је морала да се изврши  кроз исплату држави као и претходном власнику сељака.
Sobornoye Ulozhenie (Соборное уложение, „Законик закона“) из 1649. увео је давање кметова на имања, а 1658. године бекство је проглашено кривичним делом. Руски земљопоседници су на крају добили готово неограничено власништво над руским кметовима. Власник је могао да пренесе кмета без земље на другог земљопоседника уз задржавање личне имовине и породице кмета. Земљопоседник није имао право да убије кмета. Око четири петине руских сељака били су кметови према пописима из 1678. и 1719. године, док су слободни сељаци остали само на северу и североистоку земље.
Већина дворјана (племића) била је задовољна дугим временским оквиром тражења одбеглих сељака. Највећи земљопоседници су, међутим, били заинтересовани за краткотрајни прогон због чињенице да би многи бегунци обично бежали у јужне делове Русије. Руска влада је 1642. године поставила ограничење од 10 година за тражење бегунаца и 15 година за тражење сељака које су одвели њихови нови власници.
Соборное Уложење је увело отворену потрагу за онима у бекству, што значи да су сви сељаци који су побегли од својих господара после пописа 1626. или 1646–1647. морали да буду враћени. Влада је увела нове временске оквире и основе за тражење бегунаца после 1649. године, који су се односили на сељаке који су пребегли у рубне области земље, као што су региони дуж граничних области земље. Законодавство друге половине 17. века посвећивало је велику пажњу средствима кажњавања бегунаца.
Кметство једва да је било ефикасно; кметови и племићи имали су мало подстицаја да унапређују земљу, међутим било је политички ефикасно. Племићи су ретко изазивали цара из страха да не изазову сељачки устанак. Кметови су често добијали доживотни закуп на својим парцелама, што им је одговорало. Кметови су мало учествовали у устанцима против царства у целини; у почетку су се побунили козаци и номади и регрутовали су кметове у побуњеничке војске. Али и многи земљопоседници су погинули током устанака кметова против њих. Револуције 1905. и 1917. догодиле су се након укидања кметства.

#### Побуне
Постојале су бројне побуне против овог ропства, најчешће у спрези са козачким устанцима, као што су устанци Ивана Болотникова (1606–1607), Стенке Разина (1667–1671), Кондратија Булавина (1707–1709) и Јемељана Пугачова (1773–1773). 1775). Док су козачки устанци имали користи од немира међу сељацима, а они су заузврат добили подстицај од козачке побуне, ниједан од козачких покрета није био усмерен против саме институције кметства. Уместо тога, сељаци у областима у којима су доминирали козаци постали су козаци током устанака, чиме су бежали од свог ранијег статуса, а не директно организовали сељаке против институције. Богати козаци су и сами поседовали кметове. Између краја Пугачовљеве буне и почетка 19. века, било је на стотине устанака различитог обима широм Русије, и никада није било времена када је сељаштво било потпуно мирно.

#### Робови и кметови
У целини, кметство је дошло и остало у Русији много касније него у другим европским земљама. Ропство је остало правно призната институција у Русији све до 1723. године, када је Петар Велики укинуо ропство и претворио робове у кметове. Ово је више било релевантно за кућне робове јер су руски пољопривредни робови формално претворени у кметове раније 1679.
Формално претварање у кметски статус и каснија забрана продаје кметова без земље нису зауставили трговину кућним робљем; ова трговина је само променила име. Приватни власници кметова су сматрали да је закон пука формалност. Уместо „продаје сељака“ новине би оглашавале „слуга за најам“ или слично.
До осамнаестог века пракса продаје кметова без земље постала је уобичајена. Власници су имали апсолутну контролу над животима својих кметова и могли су да их купују, продају и тргују по својој вољи, дајући им онолико моћи над кметовима колико су Американци имали над робовима, иако власници нису увек бирали да у потпуности користе своја овлашћења над кметовима у пуном обиму.
Званична процена је да је 23 милиона Руса било у приватном власништву, 18,3 милиона у државном власништву и још 900.000 кметова под царевим патронатом (udelnye krestiane) пре Велике еманципације 1861.
Један посебан извор огорчења у Европи био је Колокол објављен у Лондону, Енглеска (1857–65) и Женеви (1865–67). У њему је прикупљено много случајева ужасног физичког, емоционалног и сексуалног злостављања кметова од стране земљопоседника.

### Осамнаести и деветнаести век
Петар III је 1762. године створио две мере које су утицале на укидање кметства. Прекинуо је обавезну војну службу за племиће укидањем обавезне племићке државне службе. Ово је дало разлог за окончање кметства. Друго, била је секуларизација црквених поседа, чиме су њени сељаци и земља прешли у државну јурисдикцију. Године 1775. Катарина II је предузела мере за кривично гоњење власника имања због окрутног поступања према кметовима. Ове мере су појачане 1817. и крајем 1820-их. Постојали су чак и закони који су захтевали од власника поседа да помогну кметовима у време глади, што је укључивало и чување жита у резерви. Ове политике нису успеле да сузбију периоде глади настале почетком деветнаестог века због немара власника имања.
Цар Александар I и његови саветници су тихо расправљали о опцијама. Препреке су укључивале неуспех аболиције у Аустрији и политичку реакцију против Француске револуције. Цар је 1801. године опрезно је ослободио сељаке из Естоније и Летоније и проширио право на поседовање земље на већину класа поданика, укључујући и државне сељаке, и створио нову друштвену категорију „слободних земљорадника“, за сељаке које су њихови господари добровољно еманциповали, 1803. године. Велика већина кметова није имала бенефите од ових реформи.
Руска држава је такође наставила да подржава кметство због војне обавезе. Регрутовани кметови су драматично повећали број руске војске током рата са Наполеоном. Уз већу војску Русија је остварила победу у Наполеоновим ратовима и руско-персијским ратовима; ово није променило диспаритет између Русије и Западне Европе, које су доживеле пољопривредну и индустријску револуцију. У поређењу са западном Европом, било је јасно да је Русија у економски неповољнијем положају. Европски филозофи током доба просветитељства критиковали су кметство и упоређивали га са средњовековним радничким праксама које готово да нису постојале у остатку континента. Већина руских племића није била заинтересована за промену ка западној пракси рада, какву је предложила Катарина Велика. Уместо тога, радије су дали кметове под хипотеку ради зараде. Наполеон није дирао кметство у Русији. Године 1820. власници су 20% свих кметова дали под хипотеку државним кредитним институцијама. Ово је повећано на 66% 1859.
Буржујима је било дозвољено да поседују кметове 1721–62 и 1798–1816; ово је требало да подстакне индустријализацију. Године 1804. 48% руских фабричких радника били су кметови, 52% 1825. Број беземљашких кметова је са 4,14% 1835. порастао на 6,79% 1858. године. У еманципацији нису добили земљу. Године 1798. украјинским земљопоседницима је забрањено да продају кметове мимо продаје земље. Године 1841. забрањена је продаја кметова и племићима без земље.
У 18. веку руски сељаци су све више бежали из Русије у Пољско-литвански савез (где су се некада тешки услови кметства побољшавали) у довољно значајном броју да постану главна брига руске владе и довољан да одиграју улогу у њеној одлуци о подели Комонвелта (један од разлога што је Катарина II дала за поделу Пољске била је чињеница да су хиљаде сељака избегле из Русије у Пољску да траже бољу судбину). Све док поделе нису решиле овај проблем, руске војске су нападале територије Комонвелта, званично да би повратиле избеглице, али су у ствари киднаповале многе мештане.

#### Укидања
Година 1816, 1817, и 1819. кметство је укинуто у Естландији, Курландији и Ливонији. Међутим, сва земља је остала у племићким рукама, а радна рента је трајала до 1868. Замењена је радницима без земље и дељењем (халбкорнер). Радници без земље морали су да траже дозволу да напусте имање.
Племство је било преслабо да се супротстави еманципацији кметова. Племство је такође било ослабљено расејаношћу својих поседа, недостатком примогенитуре и великим прометом и мобилношћу са имања на имање.
Царева тетка, велика кнегиња Елена Павловна, одиграла је моћну улогу из позадине, у годинама од 1855. до 1861. године. Користећи блиску везу са својим нећаком Александром II, подржала је и водила његову жељу за еманципацијом и помогла да се мобилише подршка кључних саветника.
Кметство је укинуто 1861, али је његово укидање постигнуто под условима који нису увек били повољни за сељаке и послужило је за појачавање револуционарних притисака. Између 1864. и 1871. у Грузији је укинуто кметство. У Калмикији је кметство укинуто тек 1892.
Кметови су морали да раде код властелина као и обично две године. Племићи су држали скоро све ливаде и шуме, дугове им је плаћала држава, док су бивши кметови плаћали 34% више од тржишне цене за скромне парцеле које су држали. Ова цифра је била 90% већа у северним регионима, 20% у црномзеном региону, али није била већа у пољским провинцијама. Само су пољски и румунски домаћи кметови добили земљу. Деведесет процената кметова који су добили веће парцеле налазило се у Конгресној Пољској. Ове откупне исплате нису укинуте до 1. јануара 1907. године.
Студија из 2018. у Америчком економском прегледу открила је „значајно повећање пољопривредне продуктивности, индустријске производње и исхране сељака у царској Русији као резултат укидања кметства 1861. године“.

## Кметско друштво

### Рад и обавезе
У Русији, термини barshchina (барщина) или boyarshchina (боярщина), односе се на обавезне послове, радне услуге, које су кметови обављали за земљопоседника на његовом делу земље. Други део земље, обично лошијег квалитета, сељаци су могли да користе за себе. Понекад се термин слободно преводи речју кулук. Док нема званичне владине регулативе у мери у којој barshchina постојао, указа Павла I из Русије из 1797. описује barshchina од три дана у недељи нормално и довољно за потребе власника земљишта.
У црноземљу barshchina је обављало 70% до 77% кметова; остатак је плаћао дажбине (obrok).

### Брак и породични живот
Руска православна црква је имала многа правила везана за брак која су се строго придржавала становништва. На пример, брак није смео да се склапа у време поста, уочи или на дан празника, током целе недеље Васкрса или две недеље после Божића. Пре укидања кметства 1861. године, брак је био строго забрањен уторком, четвртком и суботом. Због ових чврстих правила већина бракова склопљена је у јануару, фебруару, октобру и новембру. После еманципације, најпопуларнији месеци за венчање били су јул, октобар и новембар.
Царски закони су били веома специфични за доба у којем су кметови могли да се венчавају. Минимална старост за удају била је 13 година за жене и 15 за мушкарце. После 1830. године, минималност старост жена и мушкараца за ступање у брак је подигнута на 16, односно 18 година. Да би се оженио старијим од 60 година, кмет је морао да добије дозволу, али је брак старијих од 80 година био забрањен. Црква такође није одобравала бракове са великим разликама у годинама.
Земљопоседници су били заинтересовани да задрже све своје кметове и да не изгубе раднике због међукметосвских бракова на другим поседима. До 1812. године кметовима није било дозвољено да се удају за кметове са других поседа. После 1812. године правила су се мало попустила, али да би породица дала ћерку за мужа на другом имању, морали су да се пријаве и предоче информације свом земљопоседнику унапред. Ако је кмет желео да се ожени удовицом, осмртница и документ еманципацији су морали да се предају власнику поседа да би се проверило да ли су аутентични и тек онда б се брак могао склопити.
Пре и после укидања кметства, руске сељачке породице су биле патријархалне. Брак је био важан за породице економски и социјално. Родитељи су били задужени да пронађу одговарајуће супружнике за своју децу како би помогли породици. Невестини родитељи су били забринути за социјалне и материјалне користи које би стекли у савезу две породице. Неки су такође узели у обзир будући квалитет живота њихове ћерке и колико ће се од ње захтевати рад. Младожењини родитељи би били забринути због економских фактора као што су величина мираза, као и невестина пристојност, скромност, послушност, способност за обављање посла и породично порекло. Након удаје, млада је дошла да живи са новим мужем и његовом породицом, тако да је морала бити спремна да се асимилује и напорно ради.
Кметови су високо гледали на рани брак због повећане родитељске контроле. У млађој доби мање су шансе да се појединац заљуби у некога другог од онога кога су његови или њени родитељи изабрали. Постојaла је и повећана сигурност чедности, која је била важнија за жене него за мушкарце. Просечна старост удаје за жене била је око 19 година.
За време кметства, када деца нису слушала главу куће, могли су да умешају господара или земљопоседника. После ослобођења кметова 1861. године, глава куће је изгубила део власти, па више није могао да прима властелинску помоћ. Млађе генерације су сада имале слободу да обрађују своја имања; неки су ишли да раде у фабрикама. Ови млађи сељаци су имали приступ новинама и књигама, што их је увело у радикалније начине размишљања. Могућност рада ван домаћинства давала је млађим сељацима независност, као и плату да раде оно што желе. Пољопривредни и домаћи послови били су групни рад, па је плата ишла породици. Деца која су радила у индустрији давала су зараду и својој породици, али су неки то користили као начин да стекну право гласа у сопственим браковима. У овом случају неке породице су дозвољавале својим синовима да се венчају за кога су они изабрали све док је породица била у сличном економском положају као и њихова. Без обзира на све, било је потребно одобрење родитеља да би брак био легалан.

### Расподела имовине и дужности између супружника
Према студији коју је крајем 1890-их завршила етнографкиња Олга Петровна Семјонова-Тјан-Шанскаја, муж и жена су имали различите дужности у домаћинству. Што се тиче власништва, муж је преузео имовину плус сва средства потребна за доградњу имовине. Додаци су укључивали ограду, штале и вагоне. Док је примарна куповна моћ припадала мужу, од жене се очекивало да купује одређене артикле. Од ње се очекивало и да купи ствари за домаћинство као што су чиније, тањири, лонци, бурад и разно посуђе. Жене су такође морале да купе тканину и да праве одећу за породицу. Обућа је била одговорност мужа - правио је радну обућу и филцане чизме за породицу. Што се тиче усева, очекивало се да мушкарци сеју, а жене да беру. Ккметови у Црноземљу су обично гајили лан. Мужеви су поседовали већину стоке, као што су свиње и коњи. Краве су биле посед мужа, али су обично биле у власништву жене. Пилићи су сматрани власништвом жене, док су овце биле заједничко власништво породице. Изузетак је био када је жена поседовала овце кроз мираз (sobinki).

### Материјална култура
У једном извештају из 19. века забележено је: „Сваки руски сељак, мушко и женско, носи памучну одећу. Мушкарци носе штампане кошуље и панталоне, а жене су такође обучене од главе до пете у штампани памук.“

## Обим кметства у Русији
До средине 19. века сељаци су чинили већину становништва, а према попису из 1857. број приватних кметова износио је 23,1 милион од 62,5 милиона грађана Руског царства, укупно 37,7% становништва.
Тачни бројеви су, према званичним подацима, били: целокупно становништво 60 909 309; сељаштво свих сталежа 49 486 665; државни сељаци 2 313 8191; сељаци на посједима 23 022 390; сељаци апанажа и других одељења 3 326 084. Државни сељаци су сматрани лично слободнима, али им је слобода кретања била ограничена.
| Процена од   | 1700 | 1861. године |
| ------------ | ---- | ------------ |
| >500 кметова | 26   | 42           |
| 100–500      | 33   | 38           |
| 1–100        | 41   | 20           |

| 1777. године | 1834. године | 1858 |
| ------------ | ------------ | ---- |
| 83           | 84           | 78   |

Руско кметство је у потпуности зависило од традиционалне технологије сељаштва. Приноси су остали ниски и стационарни током већег дела 19. века. Свако повећање прихода од пољопривреде било је у великој мери кроз повећање земљишне површине и екстензивно гајење житарица експлоатацијом сељачког рада, односно додатним оптерећењем сељачког домаћинства.
| Број кметова | у 1777 (%) | у 1859 (%) |
| ------------ | ---------- | ---------- |
| >1000        |            | 1.1        |
| 501–1000     |            | 2          |
| 101–500      | 16 (>100)  | 18         |
| 21–100       | 25         | 35.1       |
| 0–20         | 59         | 43.8       |

% сељака у статусу кметства у свакој покрајини, 1860
>55%: Калуга Кијев Кострома Кутаис Минск Могилев Нижњи Новгород Подоља Рјазањ Смоленск Тула Витебск Владимир Волиња Јарослављ
36–55%: Чернигов Гродно Ковно Курск Москва Новгород Орел Пенза Полтава Псков Саратов Симбирск Тамбов Твер Вилна
16–35%: Дон Екатеринослав Харков Херсон Кубан Перм Тифлис Вологда Вороњеж
У Централно-црноземском региону 70–77% кметова је обављало радне услуге (barshchina ), остатак је плаћао кирију (obrok). Због високе плодности, 70% руске производње житарица 1850-их је било је реализовано у овом региону. У седам централних покрајина, 1860. године, 67,7% кметова је било на obrok.